# María Teresa Bourbonsko-Parmská
María Teresa Bourbonsko-Parmská (Maria Teresa Cecílie Zita Šarlota; 28. července 1933, Paříž – 26. března 2020, Paříž) byla francouzsko-španělská politická aktivistka a akademička. Narodila se jako členka bourbonsko-parmské dynastie, vedlejší větve španělské královské rodiny. Byla socialistická aktivistka, nesoucí přezdívku Rudá princezna, a monarchistka, která podporovala karlistické hnutí. Je první členkou královského rodu, o níž je známé, že zemřela na covid-19.

## Původ a vzdělání
Princezna Maria Teresa se narodila 28. července 1933 v Paříži jako dcera Xaviera Bourbonsko-Parmského, karlistického žadatele španělského trůnu, a Madeleine Bourbonsko-Bussetské, členky vedlejší větve Bourbonů. Měla pět sourozenců, starší sestru Františku a staršího bratra Karla Huga, mladší sestry Cecílii Marii a Marii des Neiges a mladšího bratra Sixta Jindřicha. Byla neteří Zity Bourbonsko-Parmské, poslední rakouské císařovny a uherské a české královny.

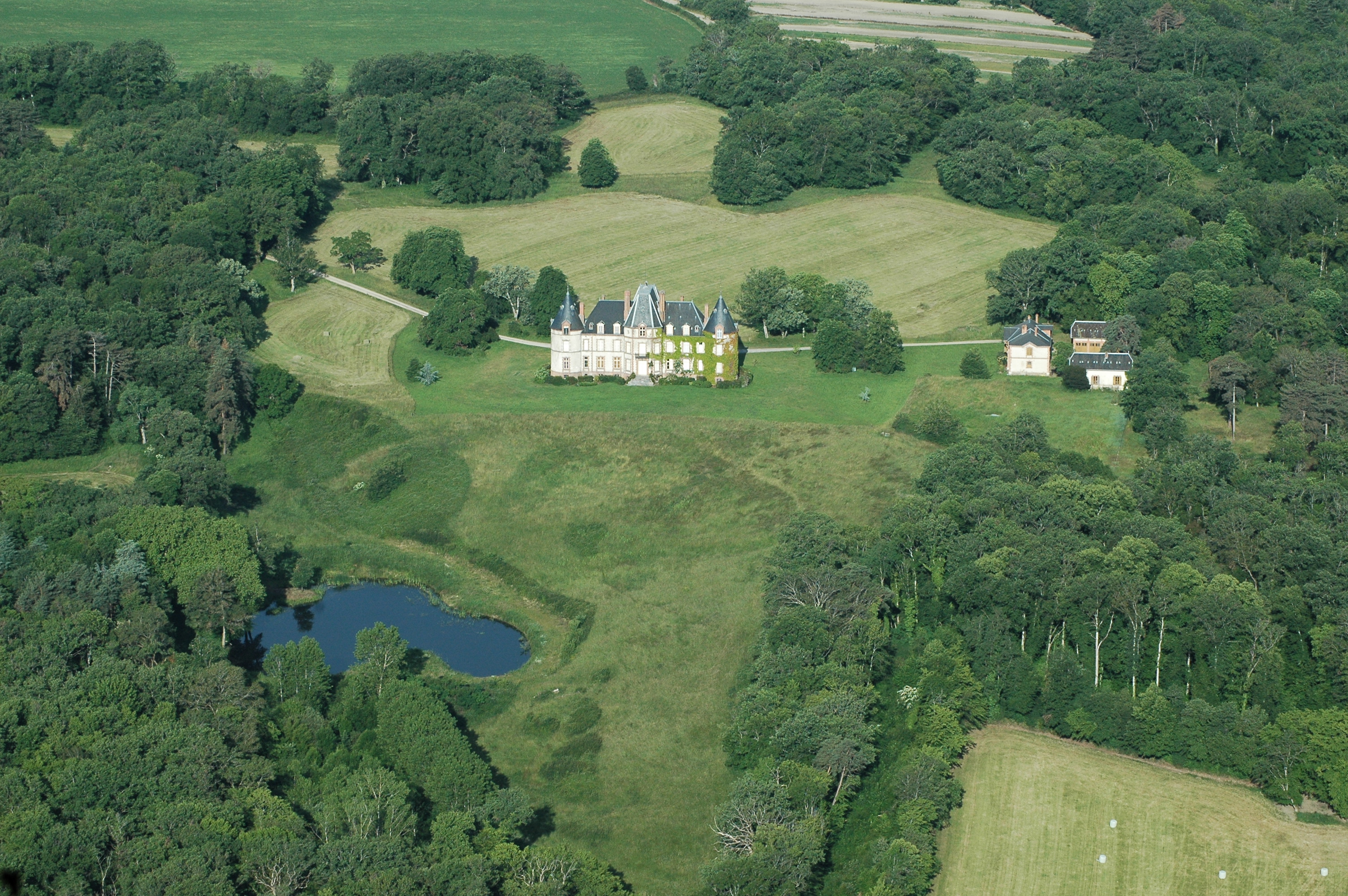
Zámek Bostz, domov Maríe Teresy v dětství

Vyrůstala na zámku Bostz v Bourbonsku. Na střední škol chodila v Quebec City a Tours. Získala doktorát z hispánských studií na pařížské Sorbonně a další doktorát z politické sociologie na Universidad Complutense de Madrid. Studovala také islám a jak souvisí s ženskými právy. Její práce z roku 1977 na Sorbonně nesla název „La clarificación ideológica del Carlismo contemporáneo“ („Ideologické objasnění současného karlismu“).

## Kariéra a aktivismus
Maria Teresa přednášela na obou univerzitách, které studovala. Také byla socialistickou aktivistkou a bojovala za ženská práva.
Podporovala svého bratra Karla Huga v jeho snaze učinit Karlistickou stranu liberálnější. Její královské kořeny a liberálně socialistické názory přitahovaly mnoho osobností a přivedly ji k setkání s André Malrauxem, François Mitterrandem, Jásirem Arafatem a Hugem Chávezem, a vynesly jí přezdívku "Rudá princezna". Přezdívka byla použita jako (španělský) titul jejího životopisu z roku 2002, který napsal Josep Carles Clemente.

## Osobní život
V roce 1981 Maria Teresa získala královským dekretem španělské občanství; oficiální státní bulletin uvedl, že byl vydán „na žádost zúčastněné strany a v reakci na výjimečné okolnosti a její příslušnost k rodině tak úzce spjaté se Španělskem“.
V rozhovoru v roce 1997 Maria Teresa uvedla, že je křesťanka, ale kritizuje některé křesťanské postoje k imigraci, které se snažily vytvořit propast.
María Teresa se nikdy nevdala ani neměla děti. Byla tetou vévody Karla z Parmy a vzdálenou sestřenicí španělského krále Filipa VI.
V roce 2014 vydala historii bourbonsko-parmské rodiny.
26. března 2020 se Maria Teresa stala první členkou královské rodiny, o níž je známo, že zemřela na covid-19.Stalo se tomu v Hôpital Cochin v Paříži, bylo jí 86 let. Vzpomínkový akt vedl v Madridu 27. března Rev. José Ramón García Gallardo, kněz bratrstva svatého Pia X. Její úmrtí bylo oznámeno na webových stránkách Bourbonsko-parmské dynastie. Její rodina vzdala hold jejímu zapojení „v boji za demokratizaci, sociální spravedlnost a svobodu ve Španělsku“.
Pohřeb Maríi Teresy se uskutečnil 27. dubna 2021 v kostele Santa Maria della Steccata v Parmě, kde byla pohřbena. Zádušní mše v Parmě se zúčastnil její synovec Karel Parmský se svou manželkou, synovec Jaime Bourbonsko-Parmský, neteř Margarita Bourbonsko-Parmská se svým manželem a dcerami, neteř Carolina Bourbonsko-Parmská se svým manželem a dítětem a sestry Marie des Neiges, Cecílie Marie a Františka.

## Vývod z předků
|                                 |                                        |  |                                                          |                                                         |  |  |  |  |  |  |  | Karel II. Parmský |
|                                 |                                        |  |                                                          |                                                         |  |  |  |  |  |  |  |                   |
|                                 | Karel III. Parmský                     |  |                                                          |                                                         |  |  |  |  |  |  |  |                   |
|                                 |                                        |  |                                                          |                                                         |  |  |  |  |  |  |  |                   |
|                                 |                                        |  |                                                          | Marie Tereza Savojská                                   |  |  |  |  |  |  |  |                   |
|                                 |                                        |  |                                                          |                                                         |  |  |  |  |  |  |  |                   |
|                                 | Robert I. Parmský                      |  |                                                          |                                                         |  |  |  |  |  |  |  |                   |
|                                 |                                        |  |                                                          |                                                         |  |  |  |  |  |  |  |                   |
|                                 |                                        |  |                                                          | Karel Ferdinand Bourbonský                              |  |  |  |  |  |  |  |                   |
|                                 |                                        |  |                                                          |                                                         |  |  |  |  |  |  |  |                   |
|                                 | Luisa Marie Terezie z Artois           |  |                                                          |                                                         |  |  |  |  |  |  |  |                   |
|                                 |                                        |  |                                                          |                                                         |  |  |  |  |  |  |  |                   |
|                                 |                                        |  |                                                          | Marie Karolína Neapolsko-Sicilská                       |  |  |  |  |  |  |  |                   |
|                                 |                                        |  |                                                          |                                                         |  |  |  |  |  |  |  |                   |
|                                 | František Xaver Bourbonsko-Parmský     |  |                                                          |                                                         |  |  |  |  |  |  |  |                   |
|                                 |                                        |  |                                                          |                                                         |  |  |  |  |  |  |  |                   |
|                                 |                                        |  |                                                          | Jan VI. Portugalský                                     |  |  |  |  |  |  |  |                   |
|                                 |                                        |  |                                                          |                                                         |  |  |  |  |  |  |  |                   |
|                                 | Michal I. Portugalský                  |  |                                                          |                                                         |  |  |  |  |  |  |  |                   |
|                                 |                                        |  |                                                          |                                                         |  |  |  |  |  |  |  |                   |
|                                 |                                        |  |                                                          | Šarlota Španělská                                       |  |  |  |  |  |  |  |                   |
|                                 |                                        |  |                                                          |                                                         |  |  |  |  |  |  |  |                   |
|                                 | Marie Antonie Portugalská              |  |                                                          |                                                         |  |  |  |  |  |  |  |                   |
|                                 |                                        |  |                                                          |                                                         |  |  |  |  |  |  |  |                   |
|                                 |                                        |  |                                                          | Konstantin z Löwenstein-Wertheim-Rosenbergu             |  |  |  |  |  |  |  |                   |
|                                 |                                        |  |                                                          |                                                         |  |  |  |  |  |  |  |                   |
|                                 | Adelaida Löwenstein-Wertheim-Rosenberg |  |                                                          |                                                         |  |  |  |  |  |  |  |                   |
|                                 |                                        |  |                                                          |                                                         |  |  |  |  |  |  |  |                   |
|                                 |                                        |  |                                                          | Anežka Hohenlohe-Langenburská                           |  |  |  |  |  |  |  |                   |
|                                 |                                        |  |                                                          |                                                         |  |  |  |  |  |  |  |                   |
| María Teresa Bourbonsko-Parmská |                                        |  |                                                          |                                                         |  |  |  |  |  |  |  |                   |
|                                 |                                        |  |                                                          |                                                         |  |  |  |  |  |  |  |                   |
|                                 |                                        |  | Eugène de Bourbon, Vicomte de Busset, Comte de Lignières |                                                         |  |  |  |  |  |  |  |                   |
|                                 |                                        |  |                                                          |                                                         |  |  |  |  |  |  |  |                   |
|                                 | Henri de Bourbon, Comte de Lignières   |  |                                                          |                                                         |  |  |  |  |  |  |  |                   |
|                                 |                                        |  |                                                          |                                                         |  |  |  |  |  |  |  |                   |
|                                 |                                        |  |                                                          | Ide Albertine de Calonne de Courtebonne                 |  |  |  |  |  |  |  |                   |
|                                 |                                        |  |                                                          |                                                         |  |  |  |  |  |  |  |                   |
|                                 | Jiří Bourbonsko-Bussetský              |  |                                                          |                                                         |  |  |  |  |  |  |  |                   |
|                                 |                                        |  |                                                          |                                                         |  |  |  |  |  |  |  |                   |
|                                 |                                        |  |                                                          | Adrien de Mailly                                        |  |  |  |  |  |  |  |                   |
|                                 |                                        |  |                                                          |                                                         |  |  |  |  |  |  |  |                   |
|                                 | Adrienne de Mailly-Nesle               |  |                                                          |                                                         |  |  |  |  |  |  |  |                   |
|                                 |                                        |  |                                                          |                                                         |  |  |  |  |  |  |  |                   |
|                                 |                                        |  |                                                          | Eugénie Henriette de Lonlay de Villepail                |  |  |  |  |  |  |  |                   |
|                                 |                                        |  |                                                          |                                                         |  |  |  |  |  |  |  |                   |
|                                 | Madeleine Bourbonsko-Bussetská         |  |                                                          |                                                         |  |  |  |  |  |  |  |                   |
|                                 |                                        |  |                                                          |                                                         |  |  |  |  |  |  |  |                   |
|                                 |                                        |  |                                                          | Charles Fidèle de Kerret, Vicomte de Kerret de Quillien |  |  |  |  |  |  |  |                   |
|                                 |                                        |  |                                                          |                                                         |  |  |  |  |  |  |  |                   |
|                                 | René de Kerret                         |  |                                                          |                                                         |  |  |  |  |  |  |  |                   |
|                                 |                                        |  |                                                          |                                                         |  |  |  |  |  |  |  |                   |
|                                 |                                        |  |                                                          | Marie Lefebvre de La Faluère                            |  |  |  |  |  |  |  |                   |
|                                 |                                        |  |                                                          |                                                         |  |  |  |  |  |  |  |                   |
|                                 | Jeanne de Kerret de Quillien           |  |                                                          |                                                         |  |  |  |  |  |  |  |                   |
|                                 |                                        |  |                                                          |                                                         |  |  |  |  |  |  |  |                   |
|                                 |                                        |  |                                                          | Claude Marie Joseph Gautier                             |  |  |  |  |  |  |  |                   |
|                                 |                                        |  |                                                          |                                                         |  |  |  |  |  |  |  |                   |
|                                 | Marie Léonie Gautier                   |  |                                                          |                                                         |  |  |  |  |  |  |  |                   |
|                                 |                                        |  |                                                          |                                                         |  |  |  |  |  |  |  |                   |
|                                 |                                        |  |                                                          | Claudia Vespre                                          |  |  |  |  |  |  |  |                   |
|                                 |                                        |  |                                                          |                                                         |  |  |  |  |  |  |  |                   |